# Cetoniíneos
Os Cetoniíneos (Cetoniidae) são uma subfamília de besouros escaravelhos, conhecidos como carocha ou carochinha, entre outros nomes. Os adultos de Cetoniidae se alimentam de diversas partes vegetais, como pólen, frutas e néctar. As larvas se alimentam de matéria em decomposição, como troncos podres, folhas podres, fezes, entre outros.
As cetónias ao alimentarem-se de plantas e, quando se deslocam sobre as flores, ajudam à sua polinização.
Ocorrem em todos os continentes, com cerca de 4000 espécies já identificadas no mundo e 72 registradas para o Brasil (de 24 gêneros), por volta do ano 2018.

## Mudanças na Classificação
Na área da Ciência de classificação dos insetos (chamada taxonomia) estudos recentes, das primeiras décadas do século XXI, têm demonstrado que Cetoniidae deve ser de fato considerada uma família, e não uma subfamilia de escaravelhos Scarabaeidae, como muitos pesquisadores tradicionalmente consideraram ao longo do século XX.

## Identificação
Os Cetoniidae estão entre os escaravelhos mais bonitos, pois muitas espécies apresentam cores metálicas ou bastante chamativas, com desenhos e manchas coloridas na carapaça. Espécies do gênero Gymnetis, por exemplo, apresentam pintas como uma onça, ou até manchas como uma zebra. No entanto, também existem espécies de cores totalmente escuras ou menos chamativas.
O tamanho varia, de besouros muito pequenos (alguns milímetros) até enormes (11 centímetros), como as espécies africanas do gênero Goliathus, cujo mais famoso representante é o besouro golias, um dos maiores insetos do mundo.

## Importância
Muitas espécies são polinizadoras e as larvas se alimentam de matéria orgânica em decomposição, funcionando como recicladoras de nutrientes.

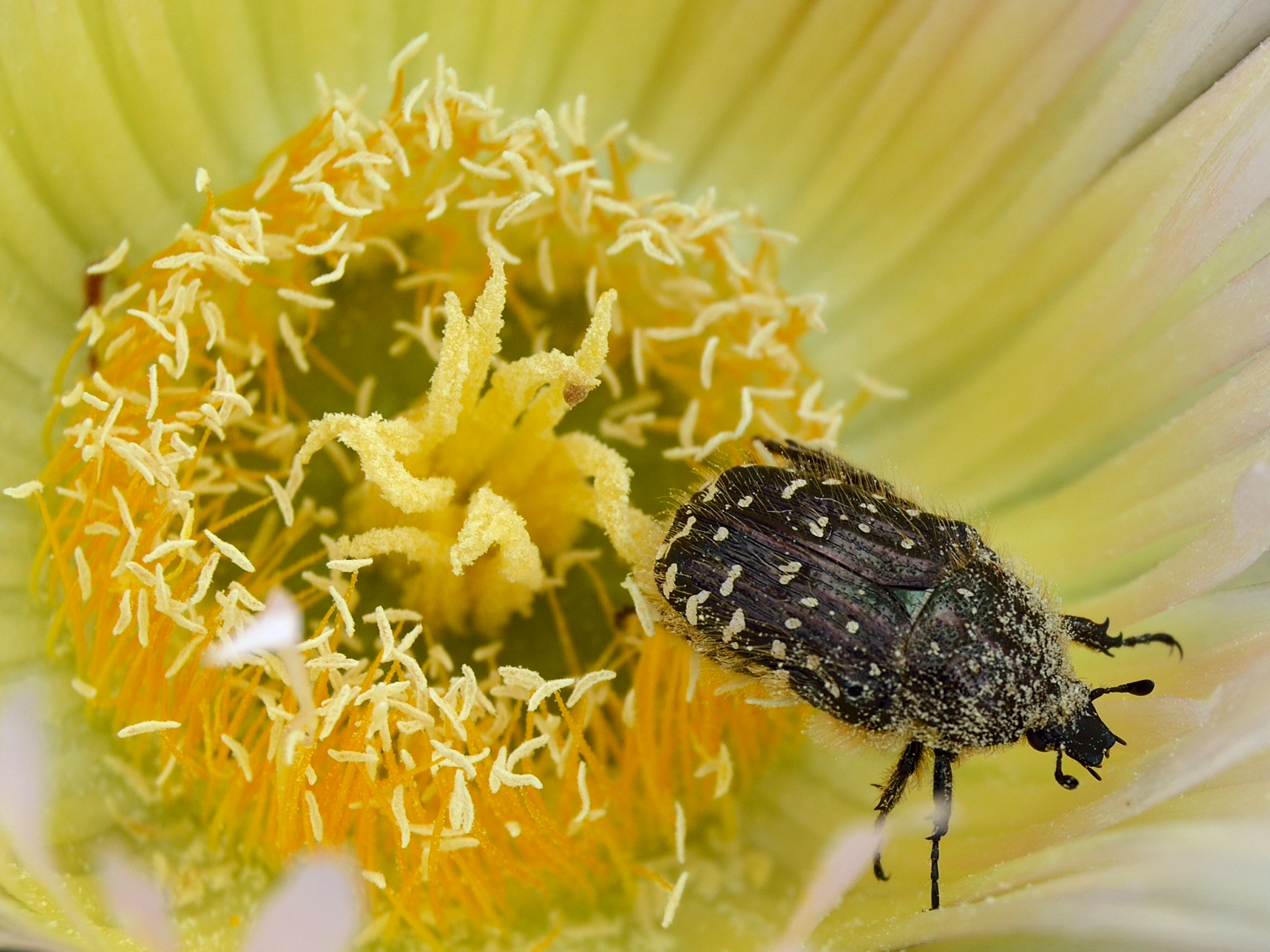
Cetoniidae polinizador, com pólen aderido ao corpo.

## Alimentação
Dependendo da espécie, os adultos podem se alimentar de frutas, pólen, néctas, pétalas de flores, entre outras partes vegetais. Já, as larvas, sempre se alimentam de matéria orgânica em decomposição.

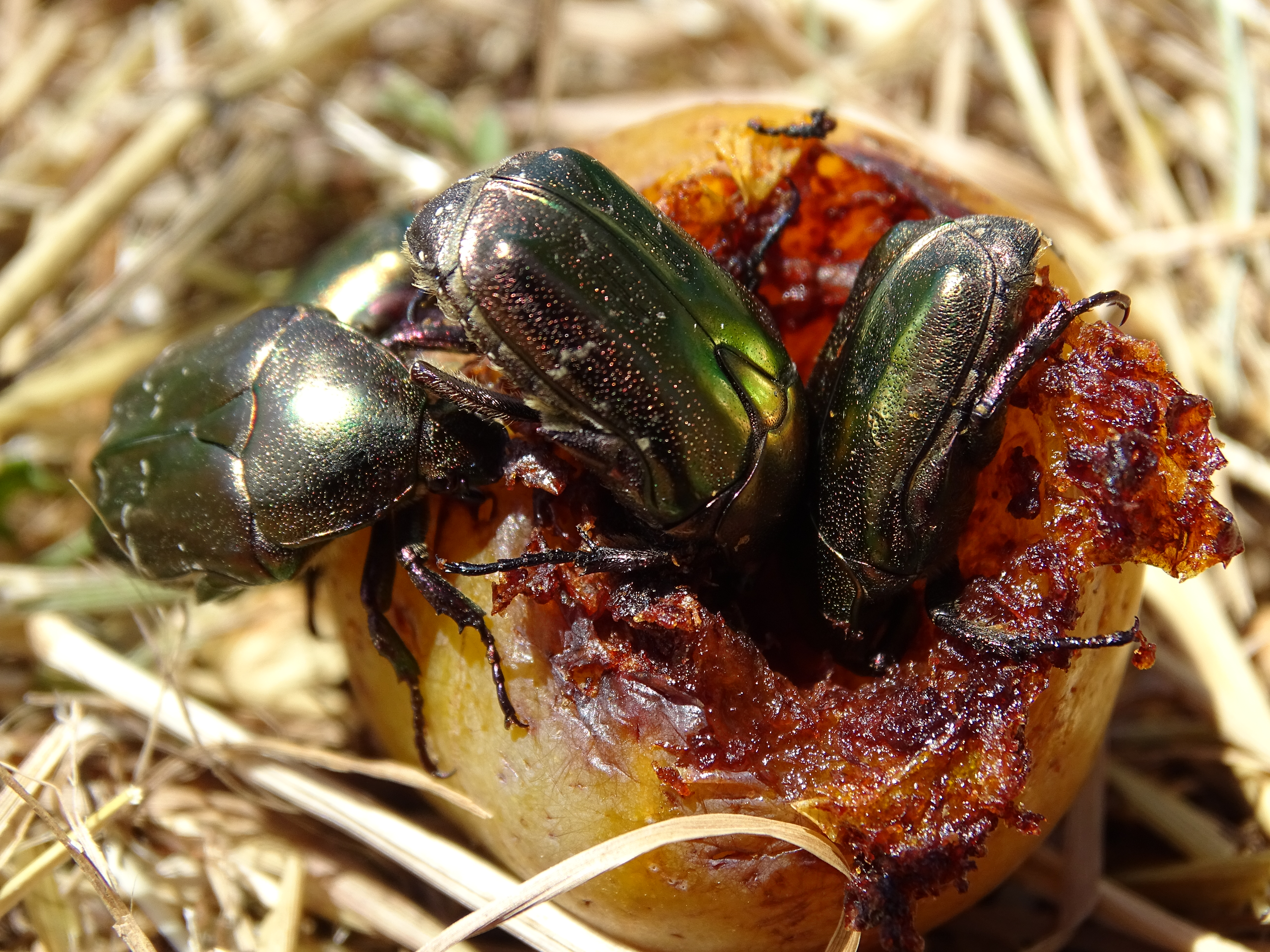
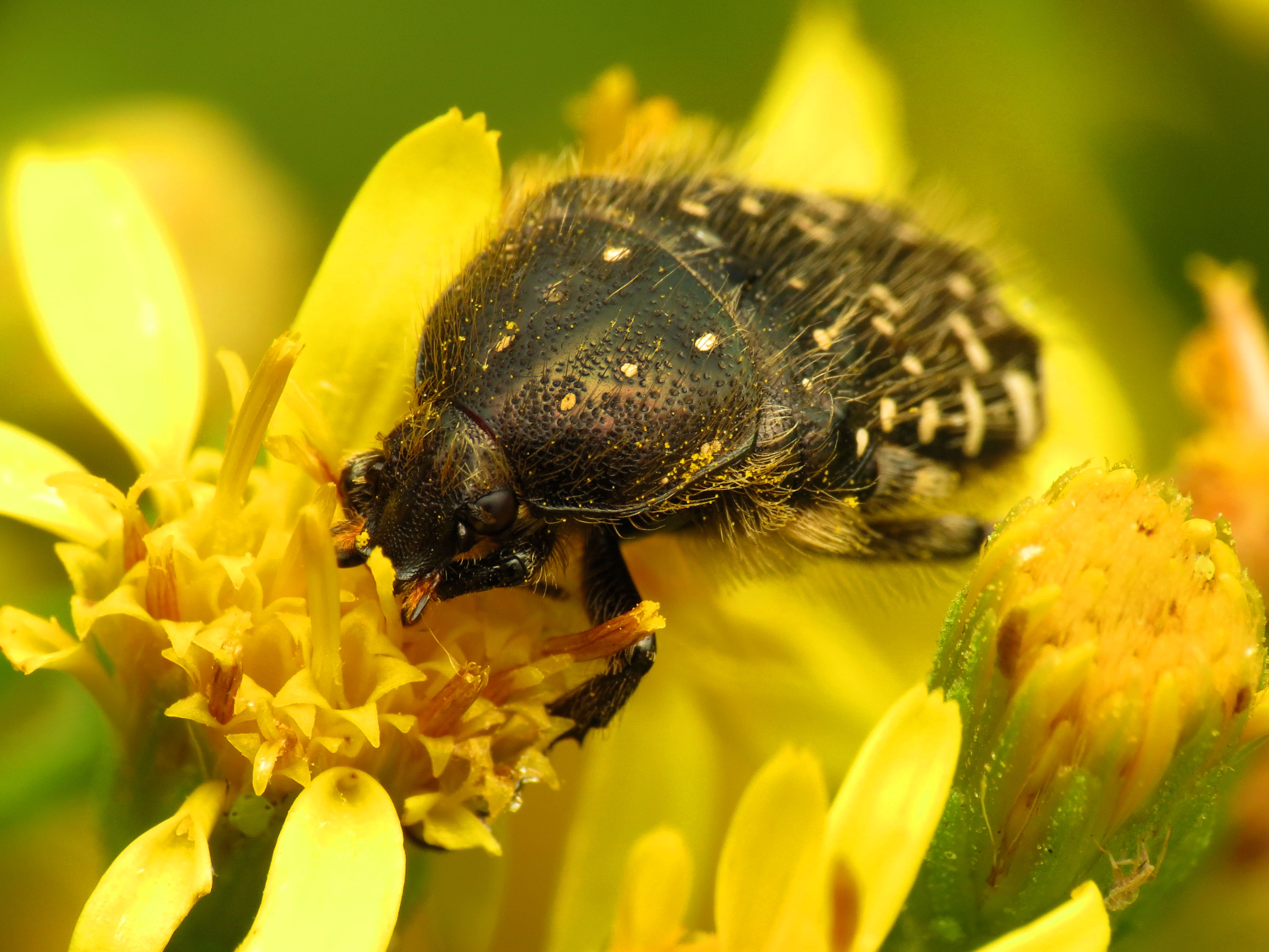
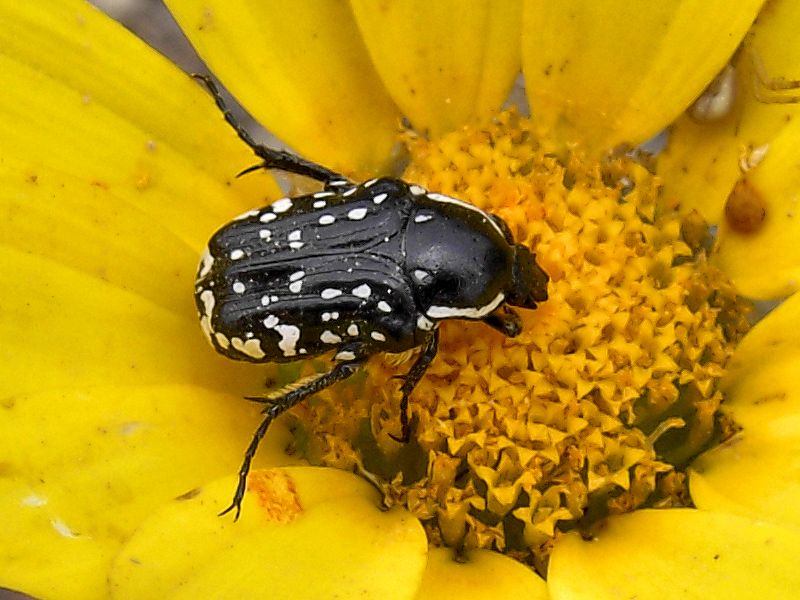

## Diversidade de espécies
Abaixo segue uma amostra da diversidade Cetoniidae.

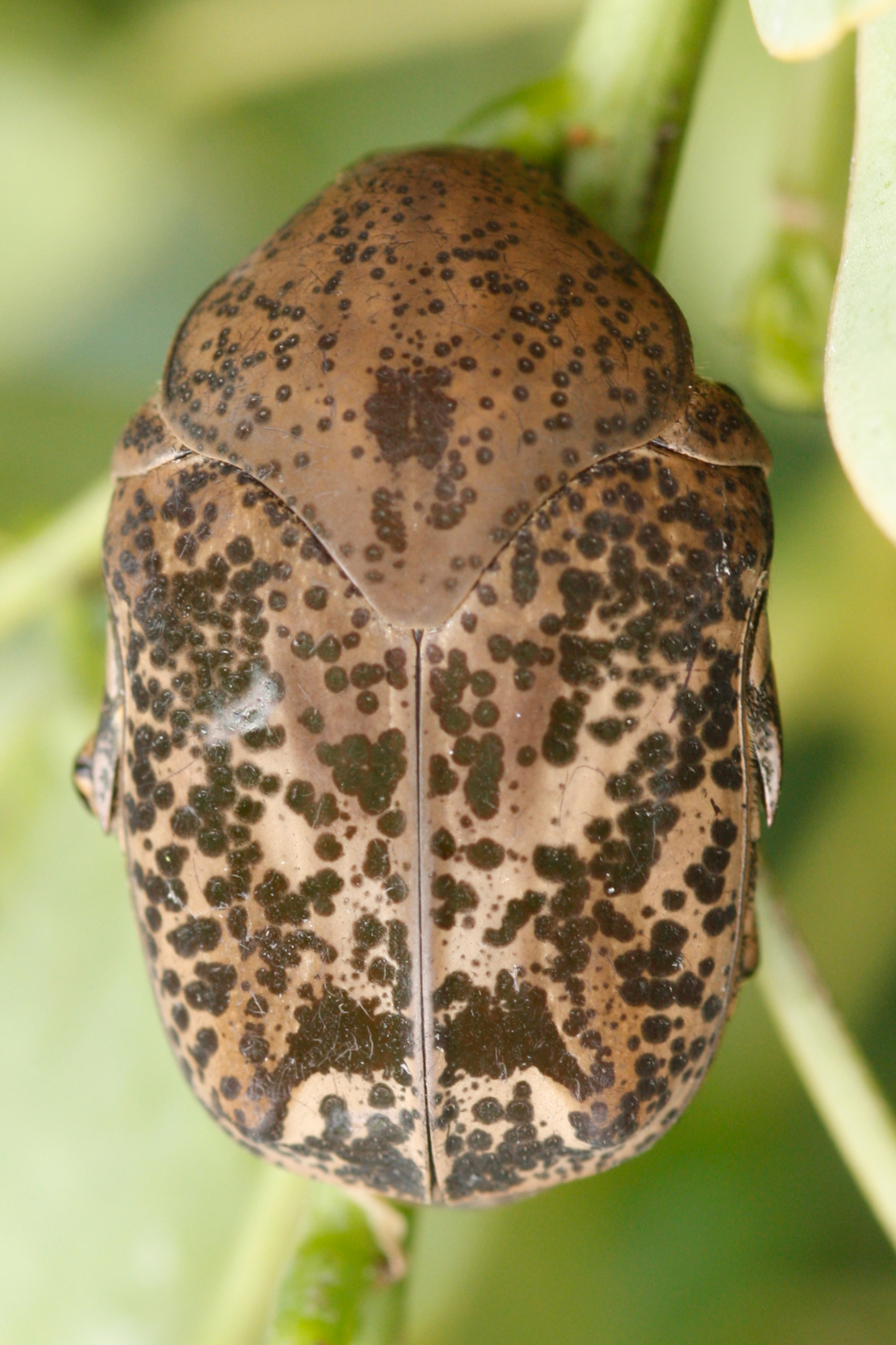
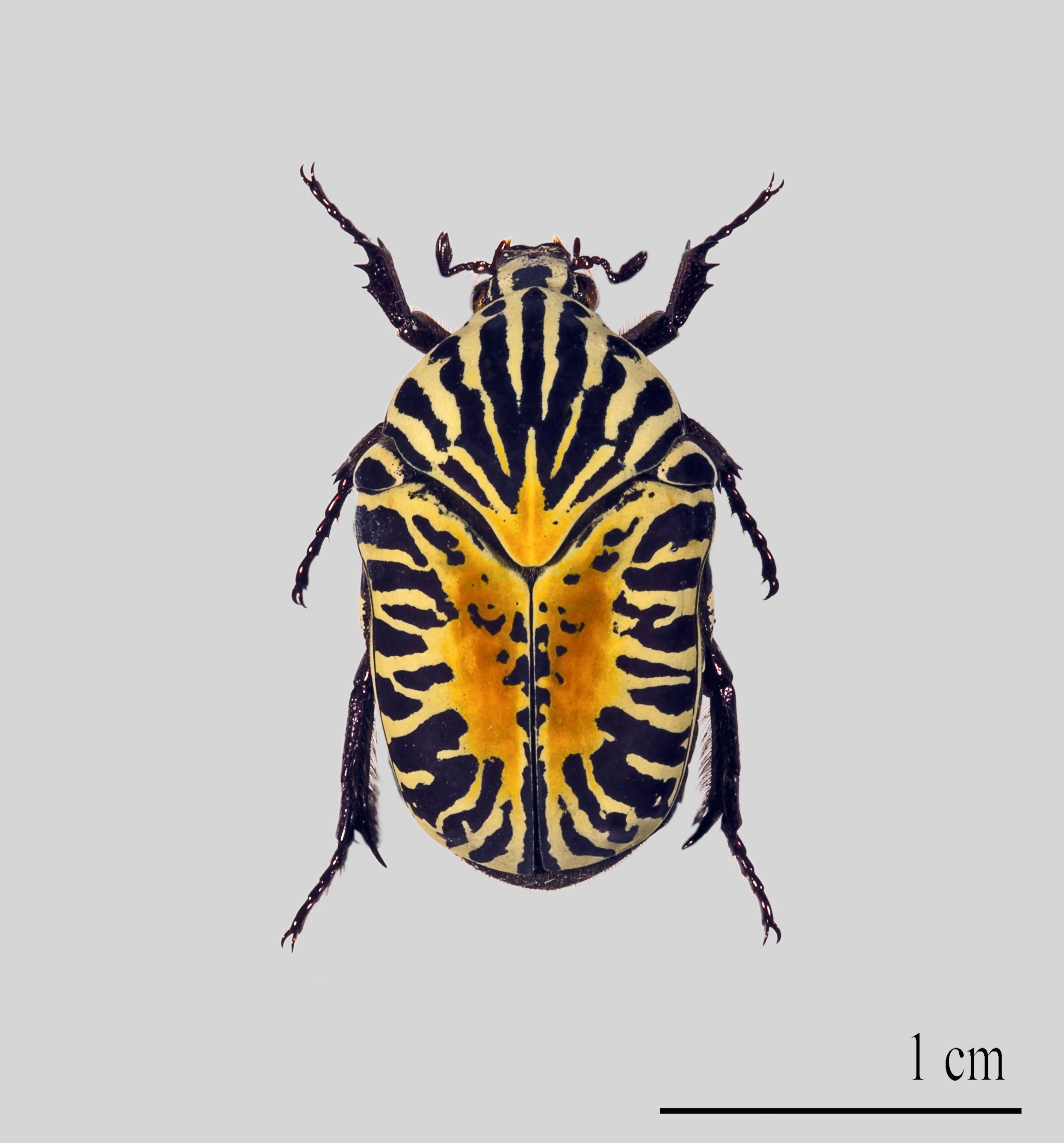
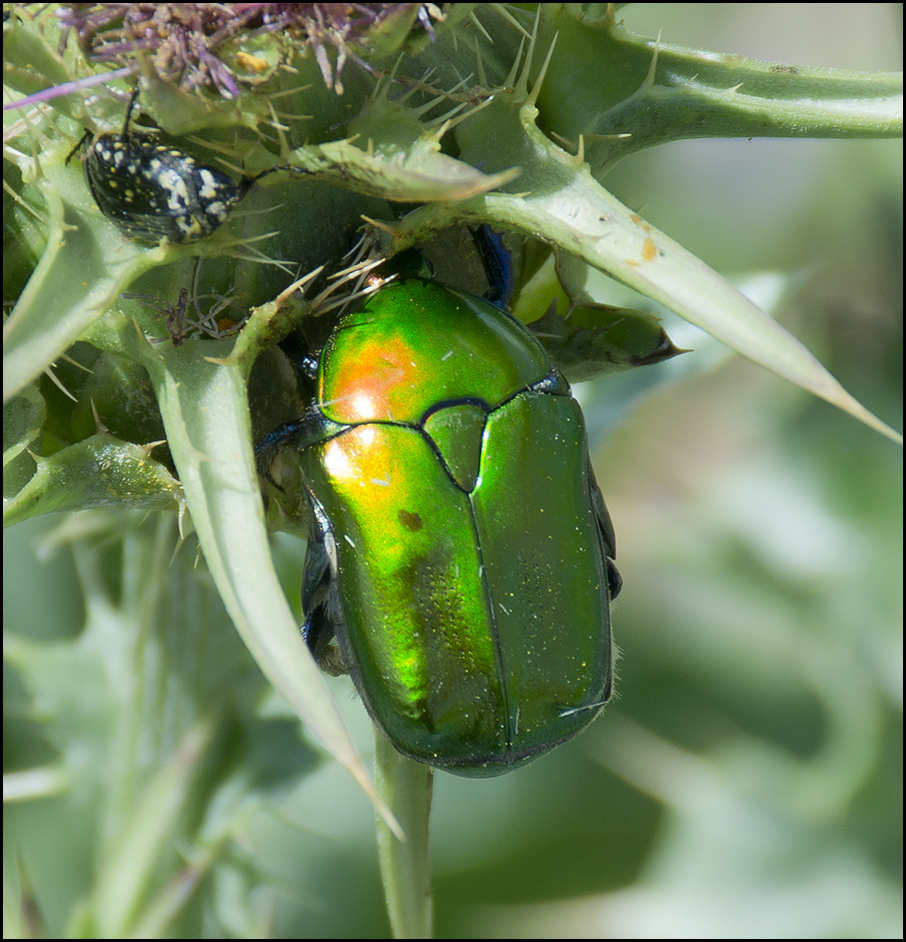
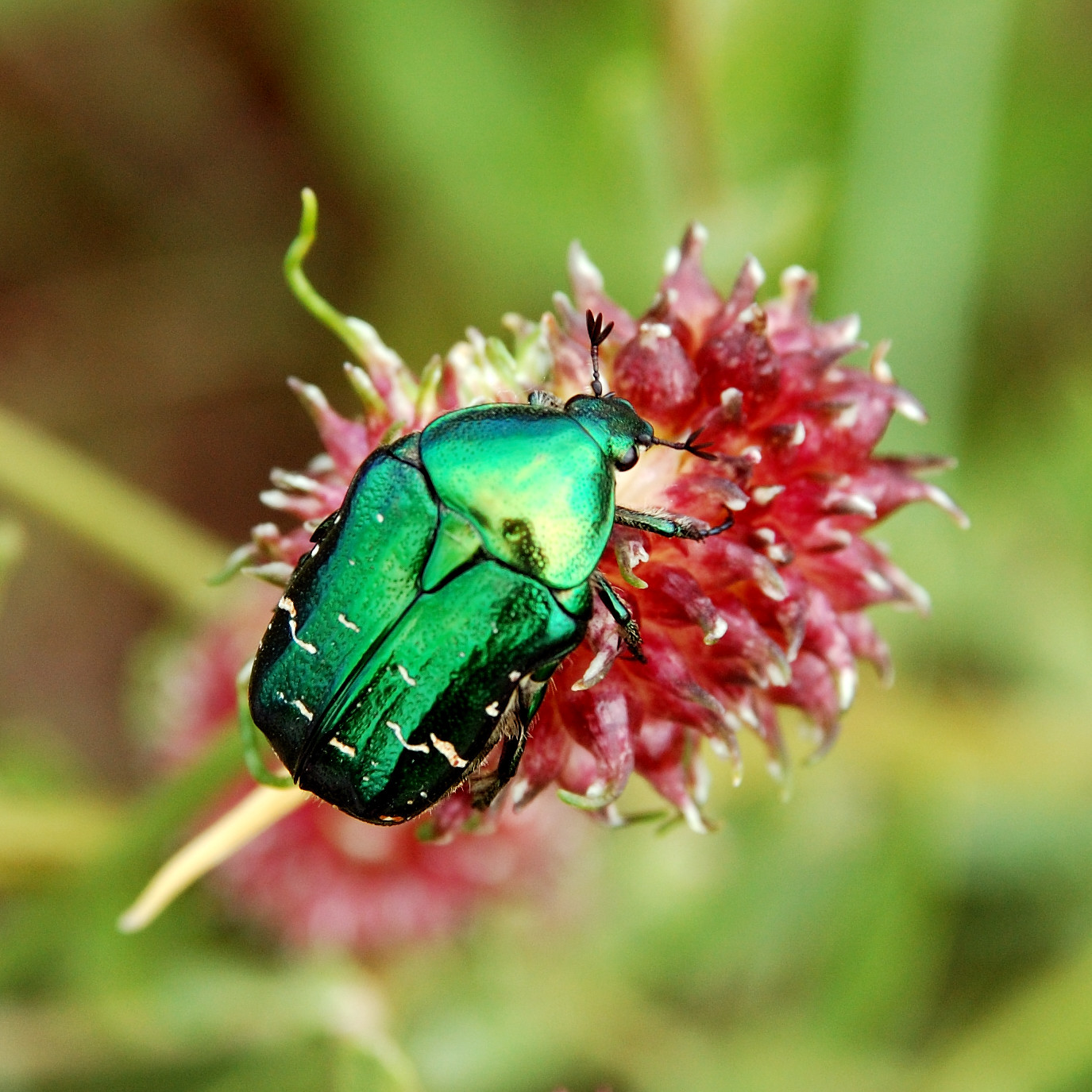
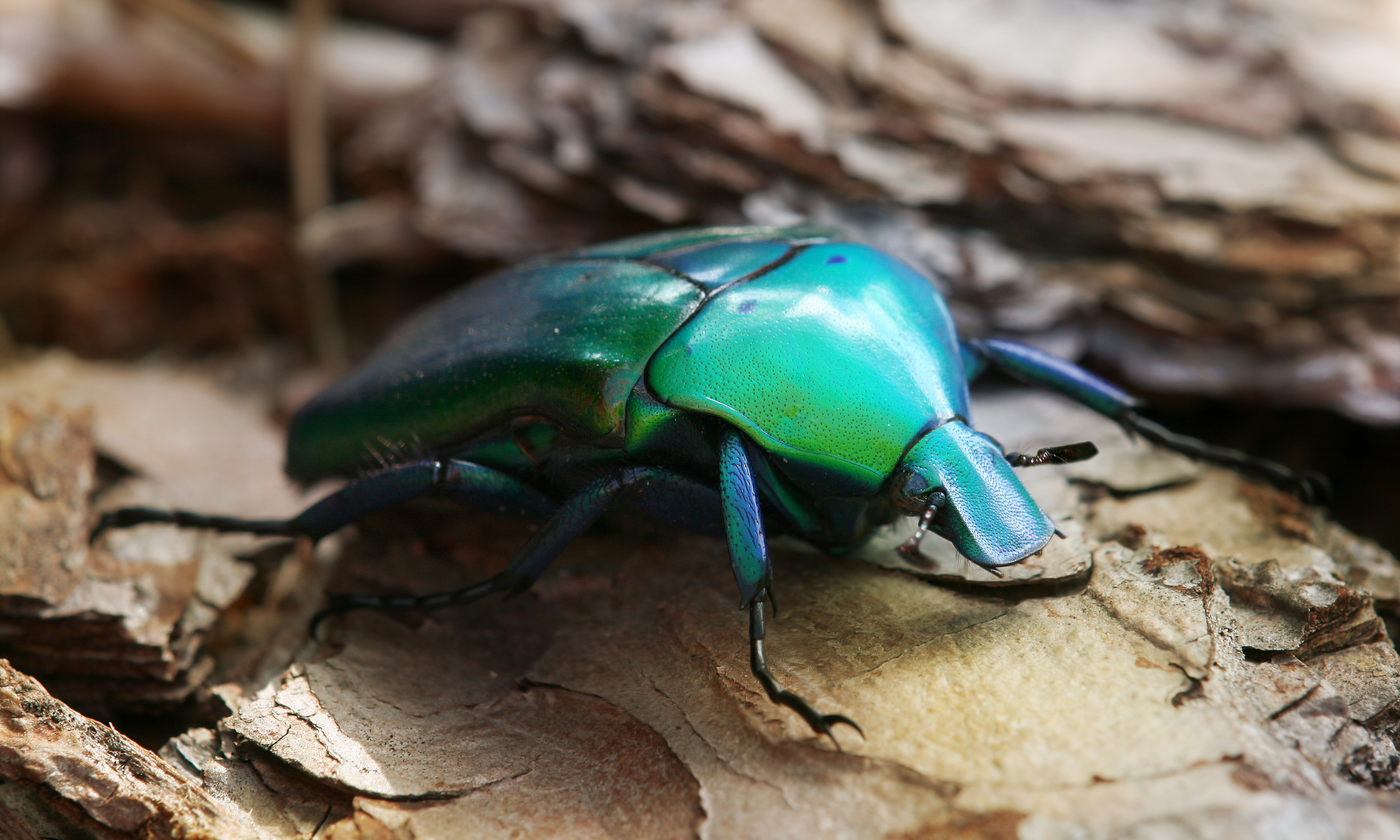
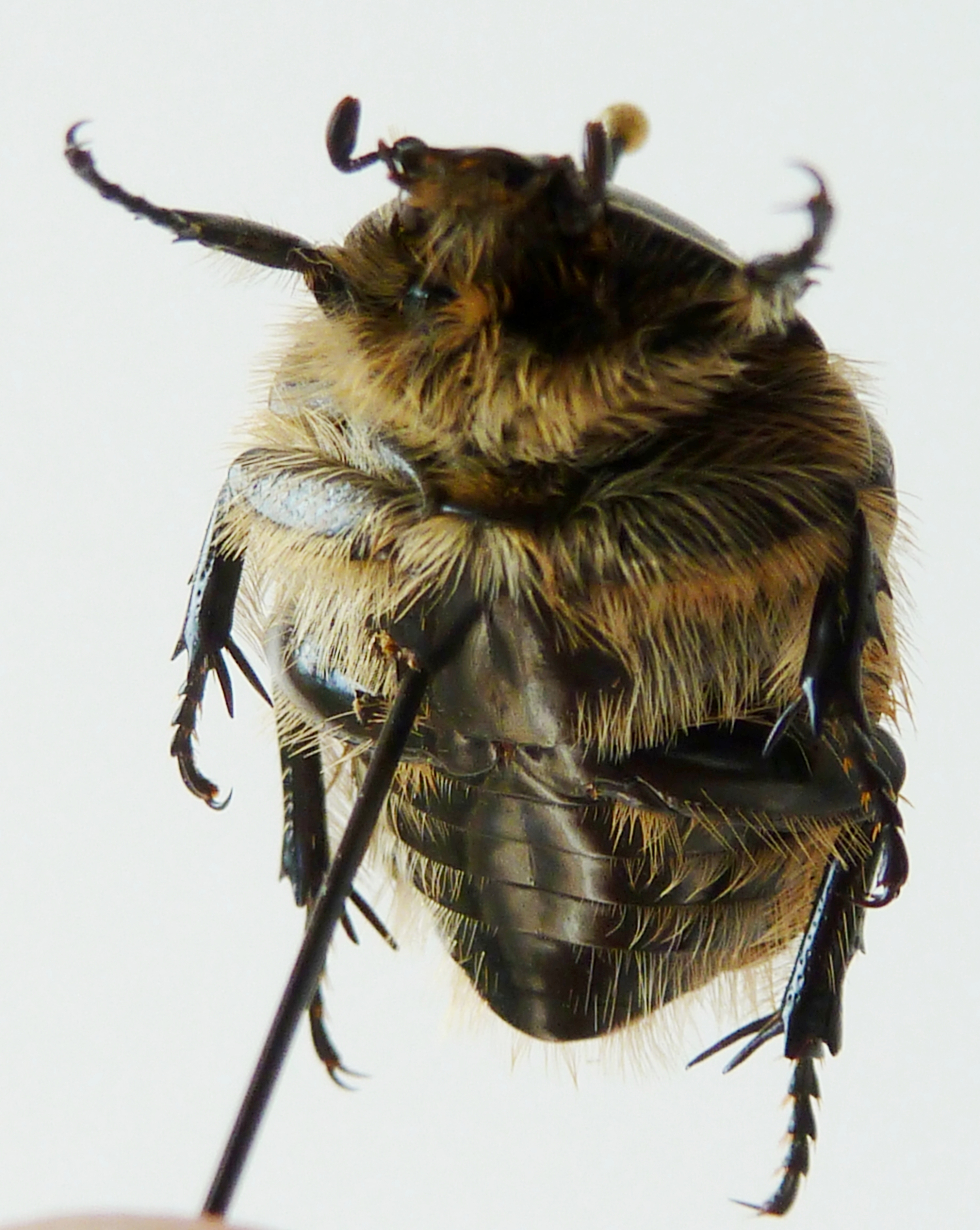
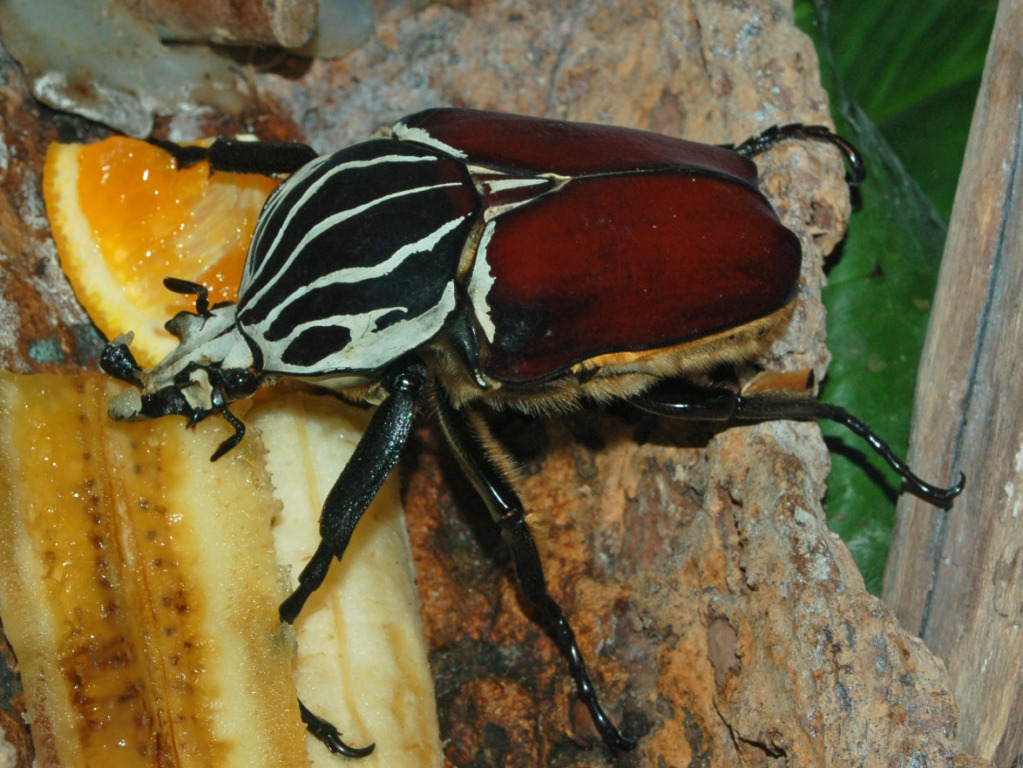
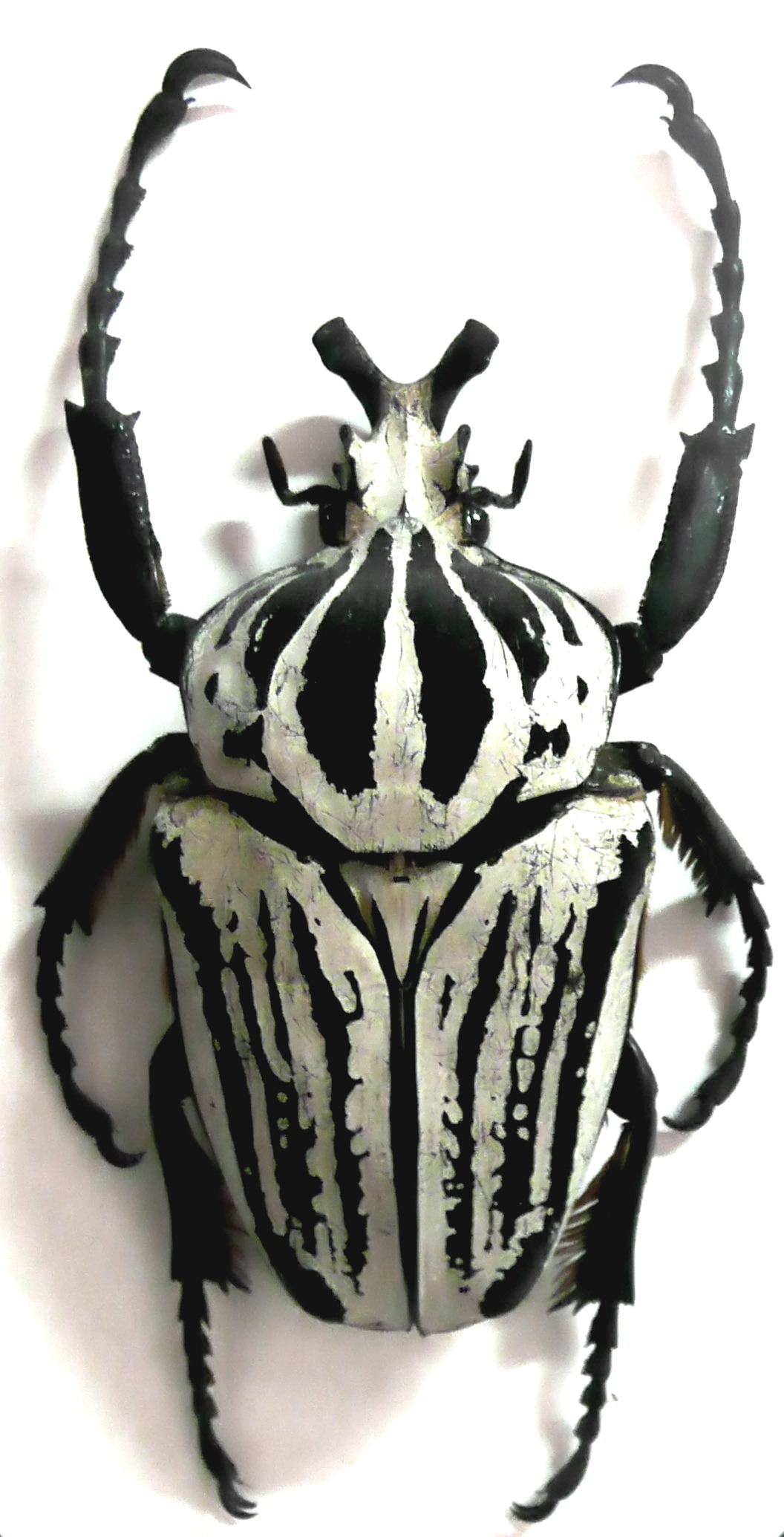
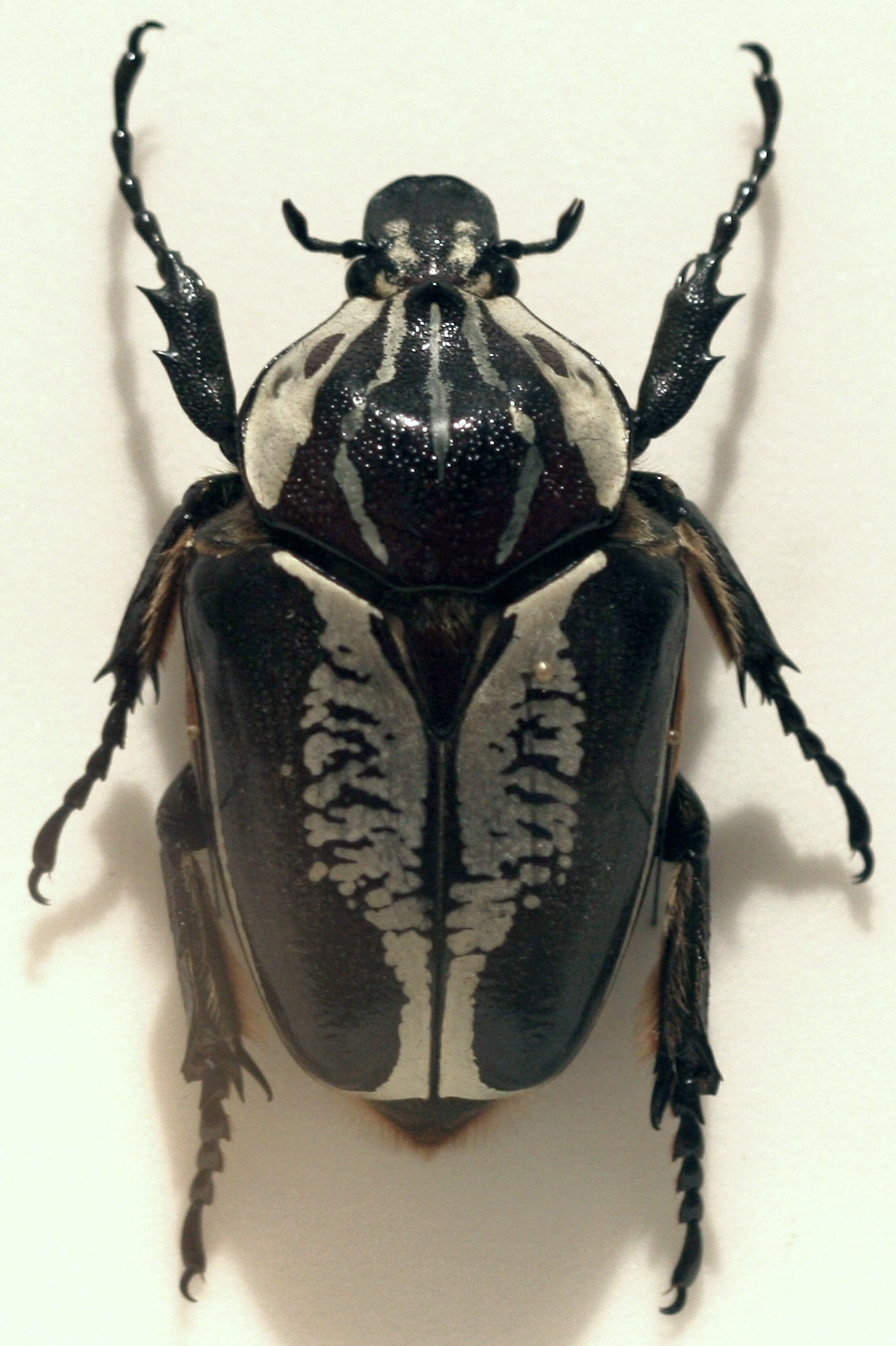
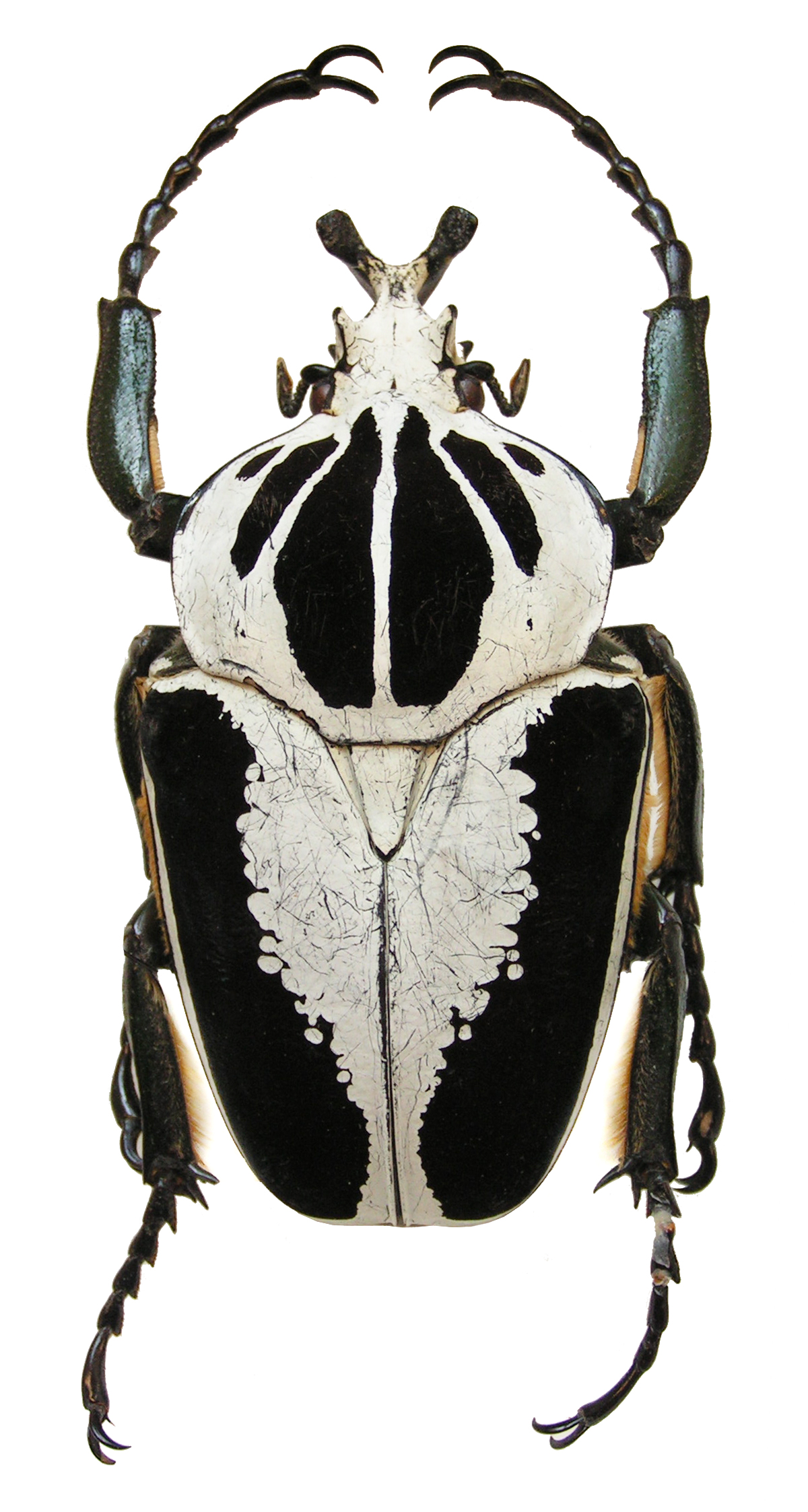
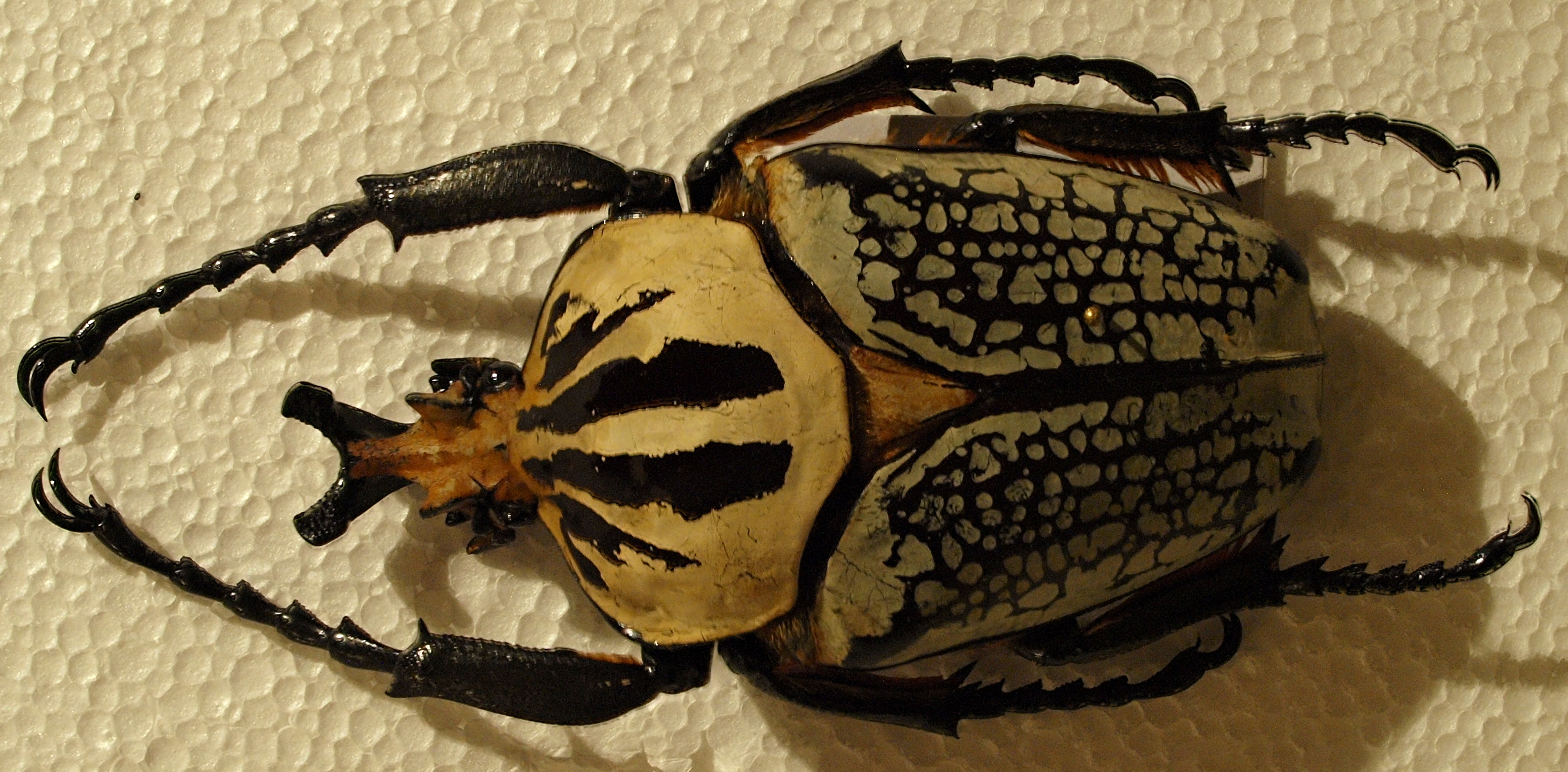
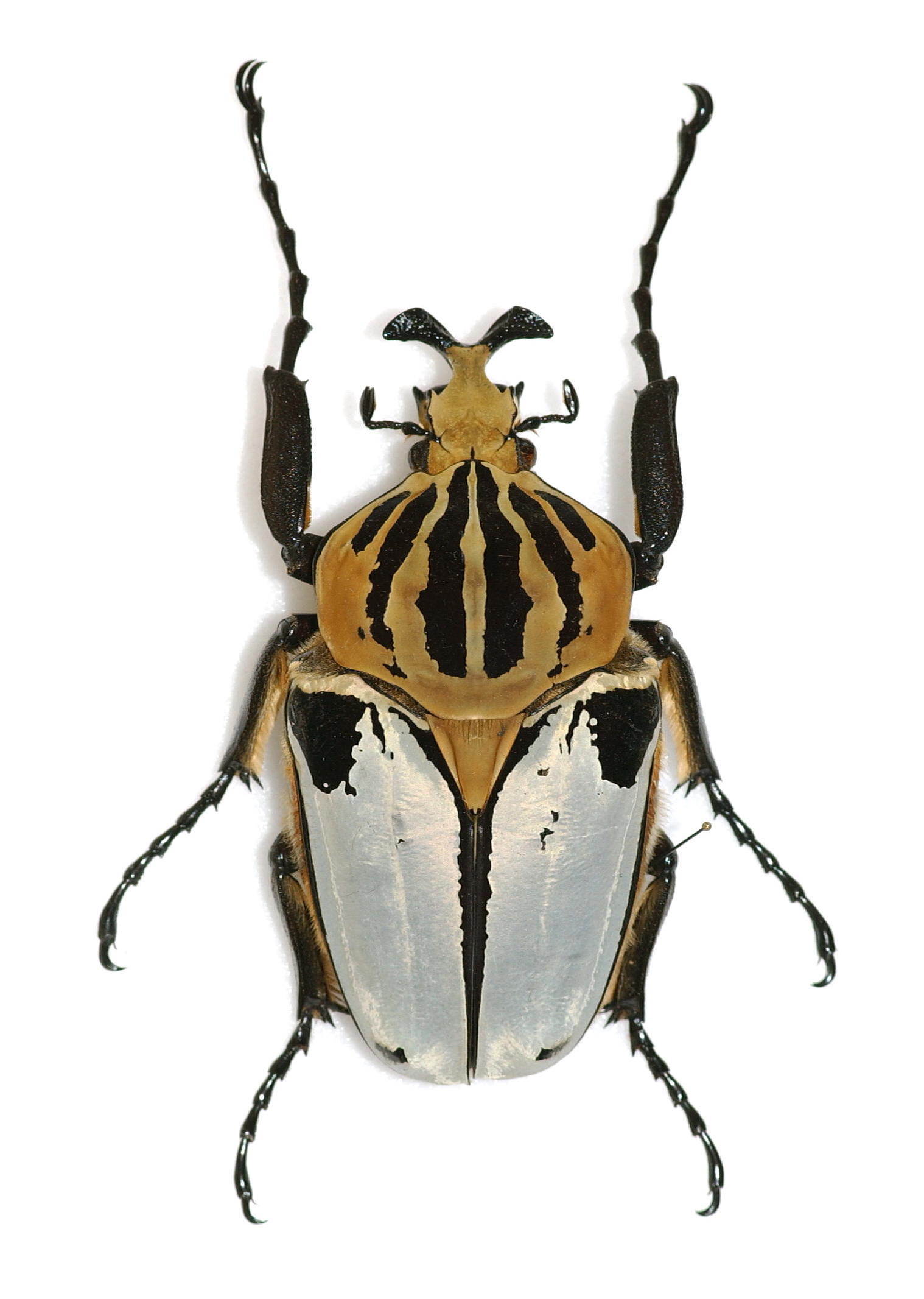